# 池田義信
池田 義信（いけだ よしのぶ、1892年3月10日 - 1973年9月1日）は、日本の映画監督、脚本家である。本名・旧名池田 義臣（いけだ よしおみ、いけだ ぎしん）。映画製作者連合会事務局長、映画倫理規程管理委員会（旧映倫）副委員長を歴任。

## 人物・来歴
1892年（明治25年）3月10日、長野県上水内郡三輪村（現長野市）に生まれる。
長野郵便局（現在の長野中央郵便局）勤務を経て、1920年（大正9年）、松竹蒲田撮影所に入社、新派系の演出家賀古残夢、野村芳亭に師事する。翌1921年（大正10年）には、田中欽之が監督した『親なき娘』の脚本を書く。同年10月21日に公開された、柳川春葉原作、伊藤大輔脚本、栗島すみ子主演の映画『生さぬ仲』で監督に昇進している。
1923年（大正12年）、女優の栗島すみ子と結婚する。同年9月1日に起きた関東大震災で松竹蒲田撮影所は稼動不能になり、松竹下加茂撮影所に移転する。翌1924年（大正13年）2月には、すでに蒲田が復興し、池田は『スヰート・ホーム』を発表している。
1932年（昭和7年）8月19日に公開された、栗島すみ子主演の『情人』で、初めてトーキーを手がけるが、以降もサイレント映画、劇伴の入ったサイレント映画であるサウンド版も手がけている。1936年（昭和11年）、新しく建設された松竹大船撮影所に移り、トーキー『結婚の条件』を撮り、同年12月19日に公開された田中絹代主演のトーキー『わが母の書』を最後に、映画監督を引退した。1937年（昭和12年）、妻の栗島すみ子もまた引退している。
1945年（昭和20年）12月1日に発足した「映画製作者連合会」（のちの日本映画連合会、現在の日本映画製作者連盟）の初代事務局長に就任する。1951年（昭和26年）、「映画倫理規程管理委員会」（旧映倫）の副委員長を兼任した。
1973年（昭和48年）9月1日、死去した。満81歳没。妻の栗島が死去したのは1987年（昭和62年）8月16日であった。長男は日本テレビ放送網ディレクターの池田義一。
2012年（平成24年）6月現在、池田の監督作のうち、現存し、東京国立近代美術館フィルムセンターに所蔵される上映用プリントは、『不如婦』（『ほとヽぎす』、1922年）、および『小唄集 第二篇 ストトン』（『ストトン節』、1924年）の2作のみである。

## フィルモグラフィ
特筆以外は「監督」のみである。トーキー、あるいはサウンド版と特筆されていないものはすべてサイレント映画である。特筆以外はすべて松竹蒲田撮影所作品である。
1921年
- 『親なき娘』 : 監督田中欽之、1921年2月28日公開 - 脚本（「池田義臣」名義、以下改名まで同様）[1]
- 『夕刊売』 : 監督野村芳亭、1921年5月8日公開 - 脚本
- 『郷愁』 : 監督賀古残夢、1921年6月3日公開 - 脚本
- 『黎明の空』 : 監督賀古残夢、1921年7月14日公開 - 原作・脚本
- 『虚栄の果』 : 監督賀古残夢、1921年7月28日公開 - 脚本
- 『荒木又右衛門』 : 監督森要、1921年7月28日公開 - 脚本
- 『更け行く夜』 : 監督賀古残夢、1921年8月18日公開 - 脚本
- 『生さぬ仲』 : 1921年10月21日公開
- 『赤光』 : 1921年11月15日公開
- 『一太郎やあい』 : 1921年11月15日公開
- 『暮れ行く駅路』 : 1921年12月5日公開 - 原作・脚本・監督
- 『君が代』 : 1921年12月30日公開
- 『旭光照波 (潮の朝)』 : 1921年12月31日公開

1922年
- 『片羽鳥』 : 1922年1月31日公開
- 『許さぬ恋』 : 1922年2月10日公開
- 『不如婦』 : 1922年3月9日公開 - 脚本・監督（プリント現存）[4]
- 『乳姉妹』 : 1922年4月1日公開
- 『南山血染の軍旗』 : 1922年4月16日公開
- 『母の心』 : 1922年5月1日公開
- 『祇園夜話』 : 1922年6月10日公開 - 脚本・監督
- 『想夫憐』 : 1922年6月30日公開 - 脚本・監督
- 『曳かれ行く日』 : 1922年8月21日公開 - 脚本・監督
- 『妖女の舞』 : 1922年10月1日公開 - 原作・脚本・監督
- 『悔恨』 : 1922年10月14日公開 - 原作・脚本・監督
- 『粉河寺』 : 1922年10月21日公開
- 『残光』 : 1922年11月19日公開 - 脚本・監督
- 『傑作集粋 金色夜叉 明治文壇海岸の悲劇』 : 1922年12月31日公開

1923年
- 『マイフレンド』 : 1923年1月8日公開
- 『船頭小唄』 : 1923年1月8日公開
- 『二つの道』 : 1923年2月11日公開
- 『現代の女性』 : 1923年3月1日公開
- 『闇を行く』 : 1923年3月16日公開
- 『噫無情 第二篇 市長の巻』 : 1923年4月30日公開
- 『雪の夜話』 : 1923年5月11日公開 - 原作・脚本・監督
- 『大東京の丑満時 第一篇 悲劇篇』 : 1923年5月16日公開
- 『水藻の花』 : 1923年7月1日公開 - 以降「池田義信」を名乗る[1]
- 『小染と欣也』 : 1923年7月13日公開 - 脚本・監督
- 『親娘の旅路』 : 1923年8月7日公開
- 『呪はれの日』 : 松竹下加茂撮影所、1923年9月30日公開
- 『霧の小路』 : 松竹下加茂撮影所、1923年10月20日公開
- 『焔の行方』 : 松竹下加茂撮影所、1923年11月9日公開
- 『暮るゝ嶺』 : 松竹下加茂撮影所、1923年12月9日公開
- 『幽芳集 月魄』 : 松竹下加茂撮影所、1923年12月31日公開

1924年
- 『彼女の運命 前後篇』 : 松竹下加茂撮影所、1924年1月11日公開
- 『永遠の母』 : 松竹下加茂撮影所、1924年1月13日公開
- 『スヰート・ホーム』 : 1924年2月10日公開 - 原作・脚本・監督
- 『はたちの頃』 : 1924年3月23日公開 - 脚本・監督
- 『感じの好い映画集《渚》』 : 1924年4月13日公開 - 脚本・監督
- 『感じの好い映画集《帽子》』 : 1924年4月13日公開 - 原作・脚本・監督
- 『委細面談』 : 1924年5月7日公開 - 原作・脚本・監督
- 『嘘』 : 1924年5月16日公開
- 『夜の一幕』 : 1924年7月1日公開 - 脚本・監督
- 『裁かれの日』 : 1924年7月20日公開 - 原作・脚本・監督
- 『人若き頃』 : 1924年8月10日公開
- 『母なればこそ』 : 1924年9月22日公開 - 脚本・監督
- 『小唄集 第二篇 ストトン』 : 1924年10月1日公開 - 脚本・監督（プリント現存）[4]
- 『嘆きの孔雀』 : 1924年11月21日公開
- 『不如婦浪子』 : 1924年12月31日公開

1925年
- 『恋の悲曲』 : 1925年2月11日公開 - 脚本・監督
- 『或る女の話』 : 1925年3月15日公開
- 『男見るべからず』 : 1925年5月1日公開
- 『海の誘惑』 : 1925年8月27日公開
- 『伯爵令嬢』 : 1925年9月11日公開
- 『悲しき恋の幻想』 : 1925年9月11日公開
- 『恋妻』 : 1925年10月15日公開
- 『寂しき路』 : 1925年11月20日公開
- 『御意見御無用』 : 1925年12月31日公開

1926年
- 『毀れた人形』 : 1926年1月14日公開
- 『小夜子』 : 1926年2月20日公開
- 『家』 : 1926年5月14日公開 - 脚本・監督
- 『死の小守歌』 : 1926年6月4日公開
- 『秋の歌』 : 1926年7月15日公開
- 『女性の戯れ』 : 1926年7月24日公開
- 『美しき祷』 : 1926年10月5日公開
- 『愚かなる母』 : 1926年12月1日公開
- 『妖婦五人女 第五篇 令嬢おすみ』 : 1926年12月31日公開
- 『埋れたる青春』 : 1926年公開

1927年
- 『恋の別れ路』 : 1927年1月29日公開
- 『緋紗子の話』 : 1927年3月4日公開
- 『真珠夫人』 : 1927年5月26日公開
- 『近代女房改造』 : 1927年8月19日公開
- 『玉を抛つ』 : 1927年10月21日公開
- 『親心子心』 : 1927年公開 - 原作・監督

1928年
- 『青春の小径』 : 1928年1月10日公開 - 原作・監督
- 『女の一生』 : 1928年4月7日公開
- 『夫婦』 : 1928年6月29日公開
- 『愛の行末』 : 1928年10月5日公開

1929年
- 『愛人 時枝の巻』 : 1929年1月15日公開
- 『黄昏の誘惑』 : 1929年3月15日公開
- 『浮世小路』 : 1929年5月3日公開
- 『希望』 : 1929年8月30日公開
- 『明眸禍』 : 1929年11月15日公開

1930年
- 『青春譜』 : 1930年3月21日公開

1931年
- 『感激の春』 : 1931年1月5日公開
- 『街の浮浪者』 : 1931年5月11日公開
- 『姉妹 前篇』 : 1931年7月4日公開
- 『姉妹 後篇』 : 1931年7月4日公開
- 『思ひ出多き女』 : 1931年11月14日公開

1932年
- 『デパートの姫君』 : 1932年1月7日公開
- 『相思樹』 : 1932年2月19日公開
- 『情人』 : トーキー、1932年8月19日公開 - 池田初のトーキー[1]
- 『聖なる乳房』 : 1932年11月17日公開

1933年
- 『孔雀船』 : 1933年3月23日公開
- 『恋の勝敗』 : サウンド版、1933年6月15日公開
- 『いろはにほへど』 : サウンド版、1933年8月31日公開
- 『女人哀楽』 : 1933年10月12日公開

1934年
- 『歓楽の夜は更けて』 : サウンド版、1934年1月13日公開
- 『日本女性の歌』 : トーキー、1934年5月4日公開
- 『夢のさゝやき』 : サウンド版、1934年9月27日公開

1935年
- 『母の愛 苦闘篇・愛児篇』 : サウンド版、1935年1月31日公開
- 『二人静』 : トーキー、1935年4月3日公開
- 『春よ心あらば』 : サウンド版、1935年5月2日公開
- 『噂の女』 : トーキー、1935年7月6日公開
- 『永久の愛 前篇』 : サウンド版、1935年10月15日公開
- 『永久の愛 後篇』 : サウンド版、1935年10月15日公開

1936年
- 『結婚の条件』 : 松竹大船撮影所、トーキー、1936年6月4日公開
- 『わが母の書』 : 松竹大船撮影所、トーキー、1936年12月19日公開

## ビブリオグラフィ
- 『映画倫理規程についての座談会』、長江道太郎・小林勝らとの座談会、『映画評論』第6巻10号所収、新映画、1949年10月
- 『アメリカにおける映画倫理規程の管理』、『映画評論』第8巻1号所収、新映画、1951年1月
- 『アメリカ土産 - 脚本を大切にしたい』、『シナリオ』第7巻2号所収、シナリオ作家協会、1951年1月
- 『四つの島から飛び出せ』、曾我正史・川喜多長政との鼎談、『キネマ旬報』第10号所収、キネマ旬報社、1951年3月
- 『映画宣伝倫理について』、『新聞と広告』第6巻4号所収、日本電報通信社、1951年4月
- 『映画PRの種々相』、『パブリックリレーションズ』第2巻9号所収、日本証券投資協会、1951年9月
- 『佃君を憶う - 佃血秋氏追悼』、『シナリオ』第5巻7号所収、シナリオ作家協会、1951年9月 - 佃血秋の追悼文
- 『産業体制の確立と輸出振興 - 映画産業白書によせて』、『映画新報』第21号所収、映画新報社、1951年10月1日
- 『映画倫理規程の意義』、『映写技術リポート』第7号所収、日本映画機械工業会出版部、1951年11月
- 『映画倫理規定と大衆 - わたしの社会教育』、『社会教育』第7巻5号所収、全日本社会教育連合会、1952年5月
- 『映画界占領政策を省りみて』、『キネマ旬報』第41号所収、キネマ旬報社、1952年7月
- 『東南アジア映画界の展望』、『キネマ旬報』第83号所収、キネマ旬報社、1954年
- 『映倫は何をしているか - 映画の倫理』、『視聴覚教育』第10巻9号所収、日本視聴覚教育協会、1956年7月
- 『映画の波紋をめぐり』、『社会教育』第11巻9号所収、全日本社会教育連合会、1956年9月
- 『教育と映画』、『学校経営』第2巻8号所収、第一法規、1957年8月
- 『映画産業躍進の実態 - 戦後日本映画産業の足跡をかえりみて』、『シナリオ』第15巻9号所収、シナリオ作家協会、1959年9月
- 『新映倫規定とそのいきさつ - 映画のおよぼす影響と世論』、『社会教育』第14巻12号所収、全日本社会教育連合会、1959年12月